# 電子磁偶極矩
電子磁偶極矩 是在原子物理學中由電子自身自旋特性所引起的電子的磁矩 。電子磁偶極矩的值為−9284.764 × 10−27 J.T-1。最近量測到的電子磁偶極矩的精確度為1.3×10-13。

## 單一電子磁矩
電子是帶 (−1e) 的 帶電粒子 ，單位為基本電荷，他的角動量來自兩種方向，自旋和軌道方向。從經典電磁學中知，電荷會產生磁偶極矩，並產生磁極，而兩端產生的磁極性機率是一樣的。這個電子就有如一個磁鐵一樣。其中一個結果是當外加一個磁場時，而產生一個轉矩，磁矩方向是依據場的方向。
如果電子被視為一個古典的帶電粒子，透過轉動可知角動量L，和磁偶極矩μ 得下式:
{\displaystyle {\boldsymbol {\mu }}={\frac {-e}{2m_{e}}}\,\mathbf {L} .}
me代表的是電子的不變質量，請注意角動量L在此可以是自旋角動量，軌道角動量，或是總角動量。古典自旋磁矩的結果受比例因子的影響，因此，古典的結果需要乘上一個無量綱量的 g因子進行校正。
{\displaystyle {\boldsymbol {\mu }}=g{\frac {-e}{2m_{e}}}\mathbf {L} .}
這個磁矩通常會以約化普朗克常數 ħ和 波耳磁元μB來表示:
{\displaystyle {\boldsymbol {\mu }}=-g\mu _{B}{\frac {\mathbf {L} }{\hbar }}.}
由於量化磁矩的單位為μB，相對應的角量子數的單位為ħ。

### 旋轉磁偶極矩
自旋磁矩是電子固有存在的
{\displaystyle {\boldsymbol {\mu }}_{S}=-g_{S}\mu _{B}{\frac {\mathbf {S} }{\hbar }}.}
這裡的S代表的是電子的自旋角動量。自旋的 g因子接近2: gs ≈ 2。在古典的機制中，電子的磁矩約兩次。兩次的意義代表著電子似乎是2的倍數，可利用磁矩推論出古典電學下正確的帶電體。自旋的磁偶極矩約為一個μB，因為g ≈ 2而電子自旋為二分之一粒子，而 S = ħ/2。
{\displaystyle \mu _{S}\approx 2{\frac {e}{2m_{e}}}{\frac {\hbar }{2}}=\mu _{B}.}
電子磁矩的z部分為:
{\displaystyle ({\boldsymbol {\mu }}_{S})_{z}=-g_{S}\mu _{B}m_{S}}
其中mS 是自旋量子數。要注意該μ為一負常數乘上自旋，所以磁矩和自旋角動量是反平行的。
自旋g因子gs = 2 計算來自狄拉克方程式是電子的自旋，為其電磁特性的基本公式。在磁場中的電子狄拉克方程式還原至其非相對論並限制修正項，再考慮電子固有的磁矩並在正確的能量和磁場下相互作用產生薛定諤方程。
對電子自旋而言，目前最準確的實驗量測g因子為：
2.00231930419922 ± (1.5 × 10−12).
要注意的是，只有高於千分之二的值是得自於狄拉克方程，千分之二以下的修正值則是源自於電子的異常磁偶極矩：這個修正是由電子和虛光子(virtual photons)之間的量子電動力學交互作用所產生。事實上，對電子的g因子精準預測，可以說是量子電動力學的偉大成就之一。目前電子磁矩最準確的值為：
-928.476377 × 10−26 ± 0.000023 × 10−26 J·T−1.

### g值的古典理論
狄拉克的理論對於電子中求g值是沒有必要的。電子g值的偏差可以用質量分布解釋，電子內部的電荷分佈是不同的。電子仍可以視為一個剛性體。
例如假設最簡單的高斯球分佈下的電荷質量差別:
{\displaystyle \rho _{e}(r)=eN_{e}e^{-r^{2}/r_{e}^{2}}}
和
{\displaystyle \rho _{m}(r)=m_{e}N_{m}e^{-r^{2}/r_{m}^{2}}}
其中
{\displaystyle r_{m}}是質量半徑的電子和{\displaystyle r_{e}}則是可以調整g值參數和比率的電荷半徑。
{\displaystyle g=\left({\frac {r_{e}}{r_{m}}}\right)^{8}}.
對於電子來說{\displaystyle g=2}之間的差距是很小的意即
{\displaystyle \left({\frac {r_{e}}{r_{m}}}\right)\approx 1.09051}。

### 軌道磁偶極矩
電子轉到另一軸上，產生軌道的磁偶極矩。先假設軌道運動的角動量為L。然後軌道上的磁偶極矩為
{\displaystyle {\boldsymbol {\mu }}_{L}=-g_{L}\mu _{B}{\frac {\mathbf {L} }{\hbar }}.}
而在這gL是電子軌道的g因子而μB是波耳磁元。而gL的價值是在於一體性，以量子力學的說法是類似旋磁比。

### 總磁偶極矩
電子產生一個由自旋磁偶極矩和軌道磁偶極矩有關的總角動量，產生一名為J的公式
{\displaystyle {\boldsymbol {\mu }}_{J}=g_{J}\mu _{B}{\frac {\mathbf {J} }{\hbar }}.}
g值 gJ是著名的朗德g因子，和gL 即 gS 有關的相關內容請看朗德g因子。

## 實例: 氫原子
對於氫原子，其原子軌域被電子佔據，Ψn, ℓ, m，而磁偶極矩的算法如下:
{\displaystyle \mu _{L}=-g_{L}{\frac {\mu _{B}}{\hbar }}\langle \Psi _{n,\ell ,m}|L|\Psi _{n,\ell ,m}\rangle =-\mu _{B}{\sqrt {\ell (\ell +1)}}.}
在此的 L是軌道角動量n, ℓ 及 m則是主量子數、角量子數和磁量子數。用磁量子數 mℓ配合電子軌道的磁偶極矩用z分量算出下式:
{\displaystyle (\mathbf {\mu _{L}} )_{z}=-\mu _{B}m_{\ell }.\,}

## 包利和狄拉克理論的電子自旋
開始使用半整數的自旋要追溯到斯特恩－革拉赫實驗。發現一原子束穿過非均勻磁場，會受到角動量而分成N個部分。在銀原子做一樣實驗時，光束會分成兩個基態，而無法而合為一，在內在角動能盡可能小的狀態下，到約等於1，光束會分割成3部分，相對應的原子Lz = −1, 0, 和 +1。最後得出結論銀原子的淨角動量為1⁄2。沃爾夫岡·包立使用雙組分的波函數和哈密頓算符配合{{le|半古典|First quantization]]和歸一條件寫出的理論。算式如下:
{\displaystyle H={\frac {1}{2m}}\left[{\boldsymbol {\sigma }}\cdot \left(\mathbf {p} -{\frac {e}{c}}\mathbf {A} \right)\right]^{2}+e\phi .}
在此A做為磁矢势而ϕ做為電勢呈現出電磁場，而σ = (σx, σy, σz)則代表包立矩陣。平方算式的第一項代表磁場交互作用的發現，而古典的哈密頓是在表示帶電粒子的相互作用:
{\displaystyle H={\frac {1}{2m}}\left(\mathbf {p} -{\frac {e}{c}}\mathbf {A} \right)^{2}+e\phi -{\frac {e\hbar }{2mc}}{\boldsymbol {\sigma }}\cdot \mathbf {B} .}
而這哈密頓現為一2X2矩陣，因此必須建立在薛定諤方程上用一種雙組分的波函數。包利已經已經使用sigma矩陣做為純粹的現象(phenomenology)，而後狄拉克有一理論上的說法，指出自旋的結果透過相對論套入量子力學中。在導入電磁四維勢到狄拉克方程式中的方式，被稱為{{le|最小耦合|Minimal coupling]]而產生(自然單位制ħ = c = 1)
{\displaystyle \left[-i\gamma ^{\mu }\left(\partial _{\mu }+ieA_{\mu }\right)+m\right]\psi =0\,}
在此{\displaystyle \scriptstyle \gamma ^{\mu }}被稱為狄拉克矩陣，而i是虛數單位。第二個狄拉克方程式的運用，和包利的術語和用法完全一樣，因為空間中的狄拉克矩陣乘上i，和包利矩陣有相同的平方運算和特性。更重要的是，電子的旋磁比是在包利之前解釋第一原理的理論。狄拉克方程的成功和正確性帶給了物理學家極大的信心。以下的狄拉克方程在低能條件下可視為包利理論:
{\displaystyle {\begin{pmatrix}(mc^{2}-E+e\phi )&c\sigma \cdot \left(\mathbf {p} -{\frac {e}{c}}\mathbf {A} \right)\\-c{\boldsymbol {\sigma }}\cdot \left(\mathbf {p} -{\frac {e}{c}}\mathbf {A} \right)&\left(mc^{2}+E-e\phi \right)\end{pmatrix}}{\begin{pmatrix}\psi _{+}\\\psi _{-}\end{pmatrix}}={\begin{pmatrix}0\\0\end{pmatrix}}.}
所以
{\displaystyle (E-e\phi )\psi _{+}-c{\boldsymbol {\sigma }}\cdot \left(\mathbf {p} -{\frac {e}{c}}\mathbf {A} \right)\psi _{-}=mc^{2}\psi _{+}}
{\displaystyle -(E-e\phi )\psi _{-}+c{\boldsymbol {\sigma }}\cdot \left(\mathbf {p} -{\frac {e}{c}}\mathbf {A} \right)\psi _{+}=mc^{2}\psi _{-}}
假設弱磁場下和電子做非相對論運動，電子的總能大約等於靜止能量:
{\displaystyle E-e\phi \approx mc^{2}}
{\displaystyle p\approx mv}
也就能推出第二方程
{\displaystyle \psi _{-}\approx {\frac {1}{2mc}}{\boldsymbol {\sigma }}\cdot \left(\mathbf {p} -{\frac {e}{c}}\mathbf {A} \right)\psi _{+}}
為了v/c 因此在典型的能量和速度上，狄拉克旋量表示，將這個表達式代入第一方程重排後。
{\displaystyle (E-mc^{2})\psi _{+}={\frac {1}{2m}}\left[{\boldsymbol {\sigma }}\cdot \left(\mathbf {p} -{\frac {e}{c}}\mathbf {A} \right)\right]^{2}\psi _{+}+e\phi \psi _{+}}
運算式代表粒子的能量，降低其靜止能量，但僅是古典能量，所以我們恢復包利的理論，並假定我們確定2-旋量和狄拉克旋量在非相對論下相似。進一步逼出薛丁格方程對包利理論的限制。因此可看作非相對論的狄拉克方程近似薛定諤方程時可忽略自旋和做功在低能量和低速下進行。這是一個偉大的方程，用以探討虛數單位i，並透過狄拉克方程回到一個複雜的波函數。這也強調出為什麼薛定諤方程看似擴散方程式但其實是波的傳遞。
應大力強調狄拉克旋量的方式，分離的方式並明確採用低能量近似的方式。我們剛達到了包利的理論並且創造新的局面有關於相對論，反物質想法的產生和湮滅粒子的產生。
一般情況下(如果某個線性函數電磁場不同時消失的話)，三四個組成狄拉克方程的旋量可以代數消除，而重新組成一相當於四階偏微分的方程。

## 量測
電子的異常磁矩的存在是藉由實驗上的磁共振法所偵測到的。透過量測幾個躍遷的共振頻率這可以用來決定氫和氘的電子殼層的超精細分裂。
用單電子迴旋加速器和量子非破壞性光譜可以測得電子的磁矩大小。